# Bussus-Bussuel
Bussus-Bussuel korábbi község Franciaországban, Somme megyében. Lakosainak száma 306 fő (2022. január 1.). Bussus-Bussuel Ailly-le-Haut-Clocher, Domqueur, Maison-Roland és Oneux községekkel határos.
2025. január 1-jén Yaucourt-Bussus korábbi községgel egyesült és az így létrejött Bussus-lès-Yaucourt új község része lett.

## Népesség
A település népességének változása:
| Lakosok száma | 322  | 307  | 308  | 297  | 297  | 293  | 297  | 302  | 306  |
|               | 2013 | 2015 | 2016 | 2017 | 2018 | 2019 | 2020 | 2021 | 2022 |